# Brayan Moya
Brayan Josué Velásquez Moya (San Antonio de Oriente, Francisco Morazán; 19 de octubre de 1993) es un futbolista hondureño, juega de delantero y su actual club es el Real Club Deportivo España de la Liga Nacional de Honduras Además, es internacional absoluto con la Selección de fútbol de Honduras desde 2019.

## Trayectoria

### Vida
Debutó profesionalmente en el Vida el 22 de agosto de 2015, en un clásico ceibeño contra el Victoria, válido por la 5.ª fecha del Torneo Apertura 2015, que finalizó con derrota de 1-0 en el marcador. En ese encuentro, ingresó en sustitución de Marcelo Canales al minuto 56, portando la camiseta número 11. El 19 de septiembre de 2015 convirtió su primera anotación vistiendo los colores del cuadro rojo, durante un partido frente a Honduras Progreso que, gracias a su anotación, se ganó con resultado de 2-1.

### Olimpia
El 22 de diciembre de 2016 se confirmó su traspaso por dos años al Olimpia, institución que abonó US$ 200.000 por el 80% de su pase.
Hizo su debut con el club albo el 8 de enero de 2017, en el inicio del Torneo Clausura 2017, durante la goleada de su equipo por 5-2 sobre el Honduras Progreso. Esa tarde, sustituyó a Michaell Chirinos al comienzo de la segunda mitad del juego
El 3 de agosto de 2017 debutó en un partido internacional contra Alajuelense, durante la victoria de 2-0 válida por el juego de ida de los octavos de final de la Liga Concacaf 2017.
Marcó su primer gol con Olimpia el 7 de octubre de 2017, en un juego que se ganó a domicilio sobre Platense por 2-1, marcando al minuto 90 la anotación que le dio los tres puntos a su equipo.

### Zulia
El 6 de enero de 2019, con el pase en su poder, fichó por el Zulia de la Primera División de Venezuela. Debutó oficialmente el 17 de febrero de 2019 contra Academia Puerto Cabello, marcando un doblete y dándole la victoria de 2-1 a su equipo con un gol sobre el minuto 90+2. 
El 19 de marzo de 2019 debutó en la Copa Sudamericana 2019 durante la visita a Nacional Potosí, convirtiendo un importante gol que le dio la victoria al Zulia por 1-0. En esa competición también le marcó a Palestino y Sporting Cristal, con lo cual quedó entre los máximos anotadores y a una sola anotación de diferencia con el argentino Silvio Romero (goleador del torneo). El 12 de noviembre de 2019 fue incluido en el equipo ideal de la Copa Sudamericana de esa edición.

### Primero de Agosto
El 15 de julio de 2020 se oficializó su fichaje por el Primero de Agosto de la Girabola.

## Selección nacional
Ha sido internacional con la Selección de fútbol de Honduras en 5 ocasiones. El 28 de agosto de 2019 recibió su primera convocatoria a la selección absoluta por parte de Fabián Coito, quien lo citó para afrontar los juegos amistosos contra Puerto Rico y Chile el 5 y 10 de septiembre, respectivamente. Jugó ambos compromisos y convirtió un gol contra Puerto Rico.

### Participaciones en Liga de Naciones
| Torneo                   | Sede     | Resultado    | PJ | Goles |
| ------------------------ | -------- | ------------ | -- | ----- |
| Liga de Naciones 2019-20 | Concacaf | Tercer lugar | 3  | 2     |

### Participaciones en Juegos Olímpicos
| Torneo                      | Sede  | Resultado      | PJ | Goles |
| --------------------------- | ----- | -------------- | -- | ----- |
| Juegos Olímpicos Tokio 2020 | Japón | Fase de grupos | 1  | 0     |

### Partidos internacionales
| 1.  | 5 de septiembre de 2019  | Estadio Nacional, Tegucigalpa, Honduras                   | Puerto Rico       | 4–0 | Anotado | Amistoso                        |
| 2.  | 10 de septiembre de 2019 | Estadio Olímpico Metropolitano, San Pedro Sula, Honduras  | Chile             | 2–1 |         | Amistoso                        |
| 3.  | 10 de octubre de 2019    | Hasely Crawford Stadium, Puerto España, Trinidad y Tobago | Trinidad y Tobago | 2–0 | Anotado | Liga de Naciones 2019-20        |
| 4.  | 13 de octubre de 2019    | Estadio Olímpico Metropolitano, San Pedro Sula, Honduras  | Martinica         | 1–0 |         | Liga de Naciones 2019-20        |
| 5.  | 17 de noviembre de 2019  | Estadio Olímpico Metropolitano, San Pedro Sula, Honduras  | Trinidad y Tobago | 4–0 | Anotado | Liga de Naciones 2019-20        |
| 6.  | 24 de marzo de 2021      | Estadio Torpedo, Zhodino, Bielorrusia                     | Bielorrusia       | 1–1 |         | Amistoso                        |
| 7.  | 28 de marzo de 2021      | Estadio La Tumba, Salónica, Grecia                        | Grecia            | 1–2 |         | Amistoso                        |
| 8.  | 2 de septiembre de 2021  | BMO Field, Toronto, Canadá                                | Canadá            | 1–2 |         | Eliminatorias Mundialistas 2022 |
| 9.  | 5 de septiembre de 2021  | Estadio Cuscatlán, San Salvador, El Salvador              | El Salvador       | 1–1 |         | Eliminatorias Mundialistas 2022 |
| 10. | 8 de septiembre de 2021  | Estadio Olímpico Metropolitano, San Pedro Sula, Honduras  | Estados Unidos    | 1–4 | Anotado | Eliminatorias Mundialistas 2022 |
| 11. | 7 de octubre de 2021     | Estadio Olímpico Metropolitano, San Pedro Sula, Honduras  | Costa Rica        | 0–0 |         | Eliminatorias Mundialistas 2022 |
| 12. | 10 de octubre de 2021    | Estadio Azteca, Ciudad de México, México                  | México            | 0–3 |         | Eliminatorias Mundialistas 2022 |
| 13. | 13 de octubre de 2021    | Estadio Olímpico Metropolitano, San Pedro Sula, Honduras  | Jamaica           | 0–2 |         | Eliminatorias Mundialistas 2022 |
| 14. | 12 de noviembre de 2021  | Estadio Olímpico Metropolitano, San Pedro Sula, Honduras  | Panamá            | 2–3 | Anotado | Eliminatorias Mundialistas 2022 |

## Clubes
| Club               | País      | Año         |
| ------------------ | --------- | ----------- |
| Vida               | Honduras  | 2015 - 2016 |
| Olimpia            | Honduras  | 2017 - 2018 |
| Zulia              | Venezuela | 2019        |
| Primeiro de Agosto | Angola    | 2020 - 2021 |
| Olimpia            | Honduras  | 2022 - 2024 |
| Real España        | Honduras  | 2024 - Act. |

## Estadísticas

### Clubes
| Club | Temporada           | Div.                | Liga  | Liga  | Copas nacionales(1) | Copas nacionales(1) | Copas internacionales(2) | Copas internacionales(2) | Total | Total | Media goleadora(3) |
| Club | Temporada           | Div.                | Part. | Goles | Part.               | Goles               | Part.                    | Goles                    | Part. | Goles | Media goleadora(3) |
| --- | ------------------- | ------------------- | ----- | ----- | ------------------- | ------------------- | ------------------------ | ------------------------ | ----- | ----- | ------------------ |
| Vida Honduras | 2015-16             | 1.ª                 | 26    | 4     | Inexistentes        | Inexistentes        | Inexistentes             | Inexistentes             | 26    | 4     | 0.15               |
| Vida Honduras | 2016-17             | 1.ª                 | 16    | 2     | Inexistentes        | Inexistentes        | Inexistentes             | Inexistentes             | 16    | 2     | 0.13               |
| Vida Honduras | Total               | Total               | 42    | 6     | 0                   | 0                   | 0                        | 0                        | 42    | 6     | 0.14               |
| Olimpia Honduras | 2016-17             | 1.ª                 | 6     | 0     | Inexistentes        | Inexistentes        | Inexistentes             | Inexistentes             | 6     | 0     | 0                  |
| Olimpia Honduras | 2017-18             | 1.ª                 | 37    | 10    | Inexistentes        | Inexistentes        | 9                        | 0                        | 46    | 10    | 0.22               |
| Olimpia Honduras | 2018-19             | 1.ª                 | 10    | 2     | Inexistentes        | Inexistentes        | Inexistentes             | Inexistentes             | 10    | 2     | 0.2                |
| Olimpia Honduras | Total               | Total               | 53    | 12    | 0                   | 0                   | 9                        | 0                        | 62    | 12    | 0.19               |
| Zulia · Venezuela | 2019                | 1.ª                 | 31    | 13    | 3                   | 0                   | 8                        | 4                        | 42    | 17    | 0.4                |
| Zulia · Venezuela | Total               | Total               | 31    | 13    | 3                   | 0                   | 8                        | 4                        | 42    | 17    | 0.4                |
| 1º de Agosto Angola | 2020-21             | 1.ª                 | 20    | 4     | Inexistentes        | Inexistentes        | 4                        | 3                        | 24    | 7     | 0.29               |
| 1º de Agosto Angola | 2021-22             | 1.ª                 | 2     | 0     | Inexistentes        | Inexistentes        | 1                        | 0                        | 3     | 0     | 0                  |
| 1º de Agosto Angola | Total               | Total               | 22    | 4     | 0                   | 0                   | 5                        | 3                        | 27    | 7     | 0.26               |
| Olimpia Honduras | 2021-22             | 1.ª                 | 7     | 5     | Inexistentes        | Inexistentes        | Inexistentes             | Inexistentes             | 7     | 5     | 0.71               |
| Olimpia Honduras | Total               | Total               | 7     | 5     | 0                   | 0                   | 0                        | 0                        | 7     | 5     | 0.71               |
| Total en su carrera | Total en su carrera | Total en su carrera | 155   | 40    | 3                   | 0                   | 22                       | 7                        | 180   | 47    | 0.26               |
| (1) Incluye datos de Copa Venezuela (2019). (2) Incluye datos de Liga Concacaf (2017), Liga de Campeones de la Concacaf (2018) y Copa Sudamericana (2019), Copa Confederación de la CAF (2020-22), Liga de Campeones de la CAF (2020-21). (3) No incluye datos de partidos amistosos. |                     |                     |       |       |                     |                     |                          |                          |       |       |                    |

### Selección
| Selección | Temporada           | Amistosos    | Amistosos    | Concacaf(1)  | Concacaf(1)  | Mundial(2)   | Mundial(2)   | Total | Total | Media goleadora |
| Selección | Temporada           | Part.        | Goles        | Part.        | Goles        | Part.        | Goles        | Part. | Goles | Media goleadora |
| --- | ------------------- | ------------ | ------------ | ------------ | ------------ | ------------ | ------------ | ----- | ----- | --------------- |
| Olímpica Honduras | 2021                | Inexistentes | Inexistentes | Inexistentes | Inexistentes | 1            | 0            | 1     | 0     | 0               |
| Olímpica Honduras | Total               | 0            | 0            | 0            | 0            | 1            | 0            | 1     | 0     | 0               |
| Absoluta Honduras | 2019                | 2            | 1            | 3            | 2            | Inexistentes | Inexistentes | 5     | 3     | 0.6             |
| Absoluta Honduras | 2020                | 0            | 0            | 0            | 0            | Inexistentes | Inexistentes | 0     | 0     | 0               |
| Absoluta Honduras | 2021                | 2            | 0            | 7            | 2            | Inexistentes | Inexistentes | 9     | 2     | 0.22            |
| Absoluta Honduras | Total               | 4            | 1            | 10           | 4            | 0            | 0            | 14    | 5     | 0.6             |
| Total en su carrera | Total en su carrera | 4            | 1            | 10           | 2            | 1            | 0            | 15    | 5     | 0.33            |
| (1) Incluye datos de la Eliminatoria Mundialista, Copa de Oro y Liga de Naciones. (2) Incluye datos de la Juegos Olímpicos. |                     |              |              |              |              |              |              |       |       |                 |

### Resumen estadístico
|                       | Partidos | Goles | Promedio |
| --------------------- | -------- | ----- | -------- |
| Liga                  | 148      | 35    | 0.24     |
| Copas nacionales      | 3        | 0     | 0        |
| Copas internacionales | 22       | 7     | 0.32     |
| Selección absoluta    | 14       | 5     | 0.36     |
| Selección olímpica    | 1        | 0     | 0        |
| Total                 | 188      | 47    | 0.25     |

## Palmarés

### Campeonatos internacionales
| Título        | Club    | País       | Año  |
| ------------- | ------- | ---------- | ---- |
| Liga Concacaf | Olimpia | Costa Rica | 2017 |

### Distinciones individuales
| Distinción                                      | Año  |
| ----------------------------------------------- | ---- |
| Incluido en el XI ideal de la Copa Sudamericana | 2019 |